# Actinostemma
Actinostemma là một chi thực vật có hoa trong họ Cucurbitaceae.

## Các loài
Chi Actinostemma nghĩa hẹp gồm 2 loài:
- Actinostemma lobatum (Maxim.) Maxim. ex Franch. & Sav., 1875: Viễn Đông Nga, Nhật Bản, bán đảo Triều Tiên, Trung Quốc (Mãn Châu).
- Actinostemma tenerum Griff., 1845: Ấn Độ (Assam, ven núi thuộc Đông và Tây Himalaya), Bangladesh, Bhutan, Campuchia, Nepal, bán đảo Triều Tiên, Lào, Đài Loan, Thái Lan, Trung Quốc, Việt Nam.

Khi hiểu theo nghĩa rộng thì nó bao gồm cả 2 loài của chi Bolbostemma.